# Maschinenfabrik Ravensburg
Die Maschinenfabrik Ravensburg AG, genannt „Marav“, war eine Maschinenfabrik und börsennotierte Aktiengesellschaft in Ravensburg. Sie wurde 1866 gegründet und im 1998 im Rahmen eines Konkursverfahrens geschlossen.
Sie produzierte CNC-Werkzeugmaschinen, Drehmaschinen für Spezialanwendungen, Kugeldreh- und Schleifmaschinen, Fräsmaschinen für Sonderzwecke, Dreh- und Schleifzentren und Sondermaschinen.

## F. X. Honer Eisengießerei und Maschinenfabrik

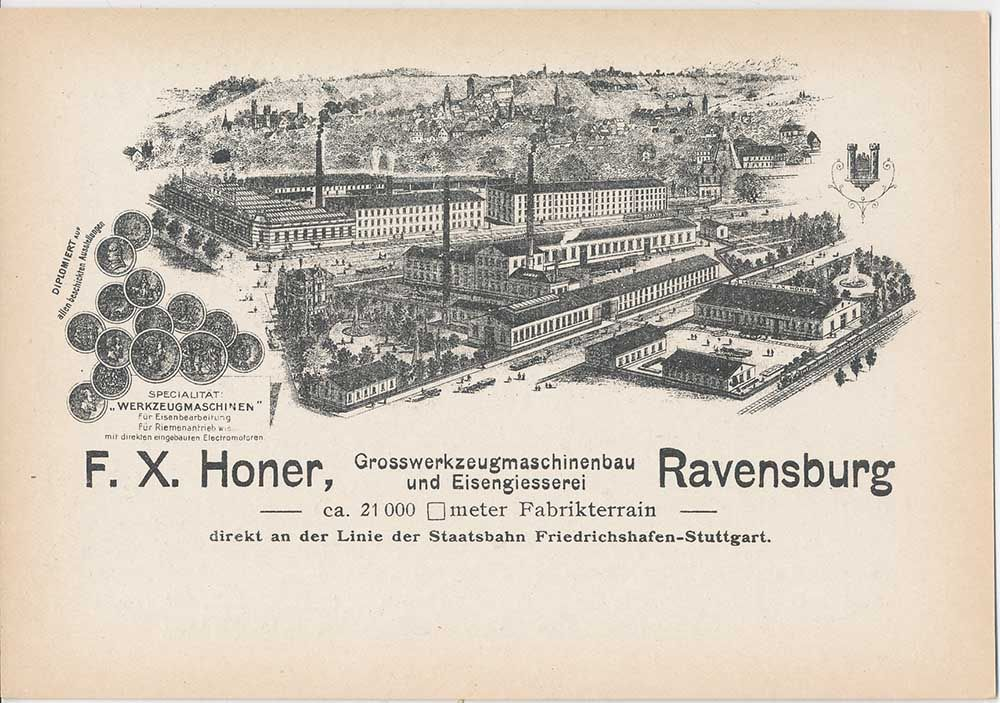
Maschinenfabrik F. X. Honer um die Jahrhundertwende

Adrian Gustav Honer ließ sich 1866 im Handelsregister von Ravensburg mit einem Unternehmen als „Eisenwaren und Landesproduktengeschäft“ eintragen und begann mit der Produktion von Maschinen für Landwirtschaft und Gewerbe. 1873 entstand an der Georgstraße in Ravensburg, am Stadtrand, eine Gießerei. Adrian Honer nannte das Unternehmen jetzt F. X. Honer Eisengießerei und Maschinenfabrik, vermutlich in Erinnerung an seinen Vater Franz Xaver Honer.
Das Produktspektrum erweiterte sich ständig. Es wurden Lokomobile, Drehmaschinen, Radial- und Horizontalbohrwerke, Schleif- und Fräsmaschinen, sowie Blechbearbeitungsmaschinen hergestellt. Dies führte dazu, dass im Jahre 1902 die Firma in Werkzeugmaschinenfabrik F. X. Honer Ravensburg umbenannt wurde.
1914 wurde die Gießerei stillgelegt, weil das Roheisen fehlte. Die wirtschaftliche Talfahrt des Deutschen Reiches im Ersten Weltkrieg traf auch das Unternehmen. Adrian Honer verkaufte das Unternehmen im Jahr 1918.

## Maschinenfabrik Ravensburg AG

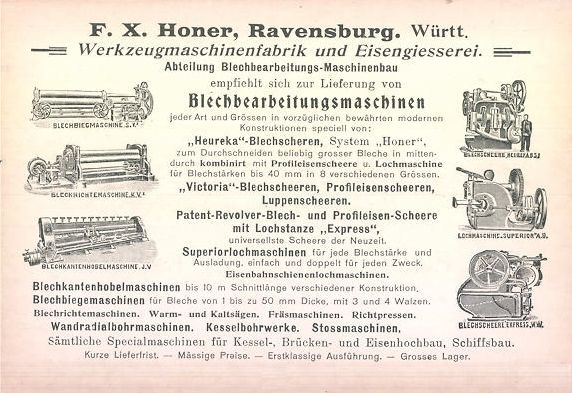
Produktprogramm der Maschinenfabrik F. X. Honer

Aus dem Unternehmen wurde eine Aktiengesellschaft mit der Firma Maschinenfabrik Ravensburg AG vorm. F. X. Honer. Gründer waren unter anderem der Unternehmer Franz Geiger in Oberweier, der Brauereibesitzer Paul Dinkelacker in Stuttgart und der Papierfabrikant Scheufelen in Oberlenningen. 1938 wurde die Firma in Maschinenfabrik Ravensburg AG geändert.
1945 beschlagnahmte die französische Besatzungsmacht das Werk und ließ den Maschinenpark und fertiggestellten Werkzeugmaschinen abtransportieren. 1950 konnte das Unternehmen wieder voll arbeiten, es wurden 90 Arbeitnehmer beschäftigt. Die Bilanzsumme belief sich auf 1,9 Millionen DM.
Ab 1976 baute das Unternehmen auch CNC-Maschinen.
1990 betrug der Umsatz 43,8 Mio. DM, die Bilanzsumme 35 Mio. DM. Es wurden 229 Arbeitnehmer beschäftigt. Das Grundkapital der Gesellschaft betrug 3,85 Mio. DM; davon wurden 82 % von den Familien Scheufelen, Geiger, Leibfried und Dinkelacker gehalten, nur 18 % der Aktien waren breit gestreut.

### Beteiligungen und Expansion

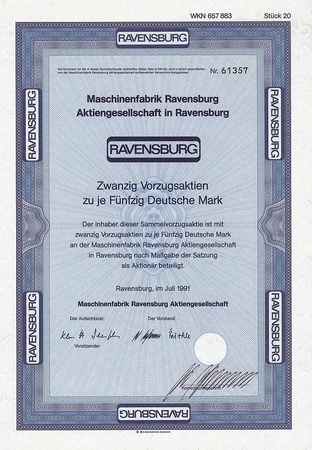
Aktie der Maschinenfabrik Ravensburg AG

1991 beteiligte sich die Maschinenfabrik Ravensburg AG an einer US-amerikanischen Werkzeugmaschinenfabrik in Rochester und an dem Unternehmen Novotest GmbH in Willich, das sich mit der Planung und Montage prüftechnischer Anlagen beschäftigte. 1992 folgte die Beteiligung an dm Unternehmen Blum GmbH in Grünkraut bei Ravensburg, das sich mit Planung, Herstellung und Montage messtechnischer Anlagen und Geräte befasste.
1994 wurde in Rochester in den USA ein weiteres Unternehmen gegründet, das sich mit der Komplettbearbeitung von Turbinenläufern und ähnlichen symmetrischen Großteilen befasste.
Neben dem herkömmlichen Produktionsprogramm der Dreh-, Schleif- und Fräsmaschinen gehörten jetzt auch große Drehmaschinen für Turbinenhersteller, Fräsmaschinen für große Kurbelwellen und Bearbeitungsmaschinen zur Herstellung großer Kohleelektroden zum Programm.

### Der Niedergang
Die Jahre ab 1993 waren durch stark rückläufige Umsätze und steigende Verluste gekennzeichnet. Das Jahr 1996 wies bei einem Umsatz von 49,2 Mio. DM einen Verlust von 13,6 Mio. DM aus. Der seit 1981 tätige Alleinvorstand Walter W. Nußbaumer schied im Alter von 60 Jahren aus gesundheitlichen Gründen aus und wurde durch Günther Wagner ersetzt. Die Verluste hatten unterschiedliche Ursachen. Allein für die Beteiligung bei Blum-Novotest und den Gesellschaften in den USA brachte die Maschinenfabrik Ravensburg 22,5 Mio. DM auf.
Mit dem Zusammenbruch der Sowjetunion entfiel ab dem Jahr 1990 der gesamte Comecon-Markt mit seinem bisher hohen Preisniveau. Am Markt kam es dadurch zu einem ruinösen Preiswettbewerb. Dieser wurde vor allem von dem Unternehmen Wohlenberg in Langenhagen, einem unmittelbaren Konkurrenten, verursacht. Wohlenberg wurde wiederum von der Konzernmutter Bremer Vulkan AG subventioniert, die 1996 spektakulär in Konkurs ging. Weiterhin erreichten Neuentwicklungen selten Produktionsreife und wurden zu schnell auf den Markt gebracht. Technische Risiken wurden häufig falsch eingeschätzt.
Gegen den Vorstand Walter W. Nußbaumer lief seit dem Jahr 1991 ein strafrechtliches Ermittlungsverfahren wegen des Vorwurfs ungenehmigter Maschinenexporte in den Irak und Iran, die sich seit 1980 im Golfkrieg gegenüberstanden. Die Maschinenfabrik Ravensburg AG hatte an beide Staaten Ziehmaschinen, Spezialdrehmaschinen und Steuerungsanlagen geliefert, mit denen Kanonenrohre für Geschütze mit einer Reichweite von 30 Kilometern hergestellt werden konnten. Der Vorstand hatte damit gegen das deutsche Außenwirtschaftsgesetz verstoßen. Das Strafverfahren war bei der 14. Strafkammer des Landgerichts Stuttgart anhängig und wurde erst 1997 wegen der Verhandlungsunfähigkeit von Walter Nußbaumer eingestellt.
Auch sein Nachfolger Günther Wagner stand in der Kritik der Belegschaft und der Gewerkschaft und fand keine Lösung, aus der Krise zu kommen.

## Der Konkurs

### Konkurseröffnung
Der Vorstand beantragte am 24. März 1997 beim Amtsgericht Ravensburg die Eröffnung eines Vergleichsverfahrens zur Abwendung des Konkurses. Als vorläufiger Vergleichsverwalter wurde der Stuttgarter Rechtsanwalt Volker Grub bestellt. Dieser Vergleichsantrag wurde vom Vorstand jedoch nicht weiterverfolgt. Die notwendigen Vergleichsunterlagen wurden nicht mehr eingereicht, weil die gesetzliche Mindestquote von 35 % für den gerichtlichen Vergleich nicht erbracht werden konnte. Das Gericht eröffnete deshalb am 2. Juni 1997 das Anschlusskonkursverfahren. Übernahmeverhandlungen wurden noch mit der Fürstlich Hohenzollernsche Werke Laucherthal GmbH und Co. KG Sigmaringen geführt. Diese hatten Interesse, 108 Arbeitnehmer zu übernehmen und die Produktion in Ravensburg fortzuführen. Gefordert wurde jedoch die Einführung einer 39-Stunden-Woche statt des bestehenden Flächentarifvertrages mit einer 35-Stunden-Woche und der Aufhebung des Altersschutzes nach dem Manteltarifvertrag. Beides wurde jedoch von der IG Metall abgelehnt.

### Ausproduktion
Das Fehlen neuer Aufträge nach dem Insolvenzantrag zwang den Konkursverwalter, die Betriebsstilllegung einzuleiten und den bestehenden Auftragsbestand auszuproduzieren. Maschinen im Wert von 25 Millionen DM wurden noch im Konkursverfahren fertiggestellt. Zu den Kunden, die vom Konkursverwalter noch mit Maschinen beliefert wurden, gehörten die Firmen ABB Ltd. (Schweiz), MAN Roland AG, Elliott Group (USA), Siemens AG, Guthoffnungshütte-Borsig, Zeppelin GmbH, Sulzer Hydro AG, Dasa – Deutsche Aerospace AG, Thyssen AG und Buderus AG. Die Maschinenauslieferungen konnten mit dem Ausscheiden der letzten Mitarbeiter am 31. Juli 1998 abgeschlossen werden.
Im Anschluss an die Ausproduktion wurde das Maschinenprogramm an die Firma Heyligenstaedt Werkzeugmaschinen GmbH in Gießen veräußert. Heyligenstaedt befand sich bereits seit dem 31. März 1995 in einem Konkursverfahren unter dem Konkursverwalter Dirk Pfeil aus Frankfurt. Heyligenstaedt wurde jedoch im Konkurs erfolgreich weitergeführt. Maschinen der Maschinenfabrik Ravensburg befinden sich noch heute im Programm von Heyligenstaedt, das seit 2001 von einem Gießener Unternehmer erworben und erfolgreich fortgeführt wird.
Die Beteiligung an der Firma Blum-Novotech GmbH in Grünkraut-Gullen ging mit einem Kaufvertrag vom 31. Juli 1997 zu einem Kaufpreis von 1,2 Millionen DM an den bisherigen Minderheitsgesellschafter Günther Blum.
Die RTM Turbine Parts Inc. in Rochester, USA, die von der Maschinenfabrik Ravensburg im Jahre 1994 gegründet wurde und in Lohnfertigung große Drehteile, insbesondere für Turbinen für Marav herstellte, wurde im Juni 1997 von den beiden leitenden Mitarbeitern Thomas Plucknette und John Blawski übernommen. RTM beschäftigte zu dem Zeitpunkt 18 Arbeitnehmer.

### Rechtsberatung durch ein Aufsichtsratsmitglied
Im Zuge des Konkursverfahrens fand ein Rechtsstreit besonderes Interesse in der juristischen Literatur: Der Anwalt einer Stuttgarter Großkanzlei hatte neben seiner Tätigkeit als Aufsichtsrat das Unternehmen auch umfassend beraten und dafür sechsstellige Honorare abgerechnet. Der Konkursverwalter forderte diese Honorare zurück, weil die Beratung ohne Zustimmung des gesamten Aufsichtsrates erfolgt war. Dies wäre jedoch nach §114 Abs. 1 AktG erforderlich gewesen. Das Landgericht Stuttgart gab der Forderung mit einem Urteil vom 27. Januar 1998 statt. Damit war erstmalig die Rechtsfrage geklärt, dass ein Rechtsanwalt im Aufsichtsrat das Unternehmen nur mit Zustimmung des gesamten Aufsichtsrats beraten darf.

### Ende des Konkursverfahrens
Das Konkursverfahren wurde 2002 beendet. Konkursgläubiger in Höhe von 20 Millionen DM erhielten noch eine Quote von 13 Prozent.